# Inhapim
Inhapim là một đô thị thuộc bang Minas Gerais, Brasil. Đô thị này có diện tích 847,837 km², dân số năm 2007 là 24289 người, mật độ 28,7 người/km².